# Київська торгово-промислова палата
Ки́ївська торго́во-промисло́ва пала́та (Київська ТПП) — об'єднання суб'єктів підприємницької діяльності Києва та Київської області незалежно від форми власності, яке сприяє розвиткові національної економіки, створенню належних умов для підприємницької діяльності в Київському регіоні, сприянню добросусідству підприємців, всебічному розвитку всіх видів господарювання, промислових, науково-технічних і торговельних зв'язків підприємців України з підприємцями зарубіжних країн, а також для представництва та захисту інтересів підприємств і організацій — дійсних членів Палати у відносинах з державними органами України та міжнародних організаціях з питань господарської, зокрема і зовнішньоекономічної діяльності.

## Загальні відомості
Київська ТПП створена і діє відповідно до Закону України «Про торгово-промислові палати в Україні».
Метою Київської торгово-промислової палати є сприяння розвиткові народного господарства та національної економіки, її інтеграції у світову господарську систему, формуванню сучасних промислової, фінансової і торговельної інфраструктур, створенню сприятливих умов для підприємницької діяльності, всебічному розвиткові усіх видів підприємництва, не заборонених законодавством України, науково-технічних і торговельних зв'язків між українськими підприємцями та підприємцями зарубіжних країн.
Київська ТПП є членською організацією. Членами Київської ТПП можуть бути українські підприємства, організації, їх об'єднання, українські підприємства з іноземними інвестиціями незалежно від форми власності, а також громадяни України, зареєстровані як підприємці. Членство в Палаті є добровільним.
Юридичною датою набуття членства в Палаті є дата сплати вступного внеску. Прийняття до членів Палати здійснюється Президією Київської ТПП.
Підприємці, українські організації, асоціації, спілки, які об'єднують підприємства, інші українські юридичні і фізичні особи, а також іноземні юридичні особи після вступу в члени Київської ТПП одночасно стають членами Торгово-промислової палати України.
Станом на березень 2013 року в Київській ТПП було 1100 членів.
Київська ТПП видає власний журнал «Ділова панорама», в якому члени Палати мають змогу розповісти про себе, і в якому розміщуються також статті, присвячені актуальним питанням ведення бізнесу, висвітлюються події і заходи, що відбуваються в Палаті тощо.
Київська ТПП розташована за адресою: м. Київ, вул. Б. Хмельницького, 55.
Офіційний сайт Київської ТПП: http://www.kiev-chamber.org.ua [Архівовано 1 Квітня 2013 у Wayback Machine.].

## Історія
Київську торгово-промислову палату було створено в 1995 році шляхом реорганізації виробничої госпрозрахункової фірми «Київзовнішсервіс» ТПП України. У реорганізації взяли участь представники 182 підприємств. Тоді ж було прийнято Статут, визначено органи управління Палати та одноголосно обрано Президентом Палати Засульського М. В.
На першому засіданні Ради Палати було призначено Першого віце-президента Київської ТПП — Потапову Т. П. та Віце-президента Київської ТПП — Махатого О. В. У 2000 році рішенням Ради Палати Віце-президентом було обрано Шорубалку О. І. У 2010 році рішенням Ради Палати Першим віце-президентом було обрано Сізікову Л. В.
1994 року спільно з компанією «Інфотера» видано перший каталог журналу «Ділова панорама». Станом на березень 2013 року видано 76 випусків «Ділової панорами».
Крім того, Київською ТПП видано 8 випусків рекламно-інформаційного каталогу «Діловий Київ», що містять інформацію про 20 тис. підприємств, 5 каталогів з інформацією про підприємства — члени Київської ТПП і 8 каталогів, виданих під ярмарки інноваційно-інвестиційних пропозицій, що проводились Київською ТПП.
1996 року при Київській ТПП було створено постійний третейський суд.
В Київській ТПП розроблена і діє Система менеджменту якості. У 2005 році її було сертифіковано міжнародним органом по сертифікації TÜV CERT Certification Body of TÜV Rheinland InterCert Kft. відповідно до ISO 9001:2000.
Науково-методичним центром системи сертифікації CERTEX Київської ТПП, починаючи з 2004 року, на 19 підприємствах м. Києва розроблено систему менеджменту якості відповідно до вимог міжнародного стандарту ISO 9001:2000.
Київська ТПП активно співпрацює з органами влади та іноземними торговими палатами. Так, в 2000 році було підписано угоду про співробітництво між Палатою та Київською міською державною адміністрацією. Станом на березень 2013 року Київською ТПП підписано 59 угод про співробітництво з іноземними торговими палатами.
У 2012 році Київською ТПП сумісно з Київською міською державною адміністрацією було запроваджено конкурс «Столичний стандарт якості». Станом на 2013 рік дипломантами конкурсу є 21 підприємство Києва.
Київська ТПП бере активну участь у міжнародних проектах. Так, Палата брала участь в проекті «Співробітництво Київської та Ліонської ТПП» (Франція), що здійснювався по Програмі створення інституціонального партнерства (IBPP) (2005 −2007 рр.).
Спільно з Торгово-промисловою палатою Антверпена Ваасланд (Бельгія) було реалізовано проект «Впровадження схем менторства малих та середніх підприємств в Україні» (2008–2009 рр.). У 2011 р. Київська ТПП отримала сертифікат за участь в проекті «Розвиток потенціалу бізнес асоціацій в Україні» (організатор проекту — Центр міжнародного приватного підприємництва (CIPE)).
2013 року продовжив роботу проект UNI4INNO «Просування трикутника знань шляхом побудови інноваційних офісів у Вузах України», розрахований на 4 роки (2010–2013 р.), який проводиться в рамках програми TEMPUS за підтримкою Європейської комісії. Київська ТПП виступає партнером разом із 4 університетами із Іспанії, Австрії, Італії, Швеції і 6 університетами з України.
Починаючи з 2011 року, Київська ТПП бере участь у Міжнародному проекті EAST INVEST. Цей проект під загальним керівництвом Асоціації Європейських торгово-промислових палат впроваджується Східним альянсом, в склад якого входять 84 партнери з країн ЄС, Туреччини та країн-учасників Східного партнерства. Метою проекту є сприяння економічному співробітництву та просування інвестицій між ЄС та країнами східного партнерства, а також між самими країнами Східного партнерства (Україна, Білорусь, Молдова, Грузія, Вірменія, Азербайджан).
Київська ТПП єдина із регіональних торгово-промислових палат отримала пропозицію і в 2013 році стала членом Гандзейського Парламенту.

## Керівництво палати
Президент Київської ТПП — Засульський Микола Васильович.
Перший віце-президент Київської ТПП — Сізікова Людмила Вікторівна.
Віце-президент Київської ТПП — Беспалов Дмитро Олександрович.
Представники Київської ТПП за кордоном: Файге Маттіас в Німеччині (м. Лейпциг), Руслан Рашапов в Німеччині (м. Франкфурт), Герхард Бабіч в Хорватії, Словенії, Сербії та Чорногорії, Македонії, Боснії та Герцеговині, Санді Брезовнік в Словенії.

## Комітети підприємців
В березні 2011 року рішенням Президії при Київській ТПП створено 4 комітети підприємців — членів КТПП:
- Комітет базових галузей економіки;
- Комітет будівництва та будівельних матеріалів;
- Комітет сприяння малому та середньому бізнесу;
- Комітет з питань зовнішньоекономічної діяльності.

Головними завданнями комітетів підприємців, насамперед, є:
- моніторинг стану, тенденцій та динаміки розвитку різних галузей підприємництва регіону, аналіз соціально-економічних наслідків управлінських рішень в економічній політиці держави та органів місцевого самоврядування та аналіз факторів стримування вільного розвитку підприємництва в регіоні;
- сприяння формуванню дієвого механізму зв'язку суб'єктів підприємницької діяльності та органів державної влади;
- участь в розробці державних цільових програм, направлених на підтримку і розвиток підприємництва в київському регіоні;
- підготовка пропозицій по захисту інтересів вітчизняних товаровиробників на внутрішньому та зовнішньому ринках, по сприянню та підтримці виробників експортної продукції та продукції, що замінює імпортну;
- підготовка пропозицій з питань зовнішньоекономічної діяльності та розширення бізнес-контактів вітчизняних товаровиробників;
- сприяння залученню іноземних інвесторів в економіку регіону та ін.

## Структурні підрозділи Київської ТПП та основні види послуг
Науково-методичний центр системи сертифікації CERTEX — здійснює розробку на підприємствах системи менеджменту якості на відповідність вимогам міжнародного стандарту ISO 9001:2008, проводить консультаційно-методичну роботу з питань сертифікації продукції за стандартами CERTEX, організовує навчання по темі: «Аудит системи менеджменту якості» згідно з міжнародним стандартом ISO 19011, здійснює підготовку і атестацію аудиторів системи з подальшою видачею їм свідоцтва внутрішнього аудитора.
Відділ з визначення якості, добровільної сертифікації та оформлення карнетів АТА — відділ працює в 5 основних напрямках: програма «Столичний стандарт якості», добровільна сертифікація по Системі CERTEX, знак європейської відповідності «СЕ», оформлення карнетів АТА для товарів, які повинні бути повернуті назад, аудит малих готелів та апартаментів.
Відділ експертизи товарів — проводить експертизи по виконанню умов контракту/договору, у тому числі для складання рекламаційних актів; проводить експертизи для митних цілей: визначення кодів товару за УКТЗЕД, ДКПП та іншими класифікаторами; здійснює визначення обсягу виходу продуктів переробки, що утворюються в результаті переробки товарів; проводить перевірки якості товару, який був у вживанні, із установленням причин утворення дефектів, судову будівельно-технічну експертизу.
Відділ сертифікації походження товарів — займається оформленням та засвідченням сертифікатів походження товарів усіх форм; здійснює перевірку довідки товаровиробника про порядок виготовлення товару; складанням експертних висновків про походження товару (послуг) за письмовим проханням замовника одночасно з оформленням сертифікату; складанням експертних висновків про походження товару (послуг) за письмовим проханням замовника після оформлення сертифікату; визначенням вітчизняного товаровиробника з видачею експертного висновку у випадках здійснення товаровиробником зовнішньоекономічної діяльності.
Відділ експертної оцінки та цінової інформації — надає послуги з цінової інформації (цінова експертиза); здійснює проведення цінової експертизи зовнішньоекономічних контрактів; проводить оцінку об'єктів нерухомості, нематеріальних активів, в тому числі оцінку об'єктів інтелектуальної власності, транспортних засобів, машин і обладнання, цілісних майнових комплексів.
Відділ товарної нумерації — здійснює надання інформаційно-довідкових послуг по штриховому кодуванню; підготовку документації для вступу та участі в Асоціації Товарної Нумерації України «ДжіЕс1 Україна»; підготовку та видачу документів на присвоєння ідентифікаційних номерів GS1; підготовку документів для перереєстрації Учасника та Свідоцтв Учасника в системі GS1; виготовлення (генерацію) майстер-файлів штрихових кодів (ідентифікаційних номерів GS1, номерів ISSN і ISBN).
Відділ аналітики та ділової інформації — проводить навчання з охорони праці; інформаційно-маркетингове та довідкове обслуговування; видає довідки про виробника продукції; здійснює аналіз ринку, займається пошуком вітчизняних та зарубіжних ділових партнерів.
Відділ взаємодії з членами Київської ТПП, підприємствами та організаціями — взаємодіє з членами Палати та державними структурами з метою захисту інтересів членів Палати через роботу галузевих комітетів, бізнес-клубів, гільдій тощо, організовує відвідування членів Палати для надання практичної допомоги.
Рекламно-видавничий відділ — проводить рекламну кампанію для підприємств в рамках Київської торгово-промислової палати. Відділ має 15-річний досвід роботи в сфері реклами, видавництва, поліграфії. Рекламно-видавничий відділ організовує випуск журналу «Ділова панорама».
Навчальний центр — організовує навчання та підвищення кваліфікації в Україні та за кордоном за участю найкращих вітчизняних та зарубіжних спеціалістів з видачею сертифікатів Київської ТПП, зокрема організовує корпоративні програми, короткострокові освітні проекти, відкриті семінари й тренінги, бізнес-стажування за кордоном, а також забезпечує участь Палати в міжнародних проектах.
Юридичний відділ — засвідчує настання обставин непереборної сили (форс-мажор); видає висновки про істотну зміну обставин (hardship); здійснює розробку та проводить експертизу контрактів; здійснює представництво інтересів підприємств у Міжнародному комерційному арбітражному суді при ТПП України та в інших судових інстанціях; займається супроводженням виконання рішень іноземних судів в Україні та за її межами, надає інші види юридичних послуг та займається врегулюванням конфліктів за допомогою процедури медіації.
Відділ зовнішньоекономічних зв'язків — займається встановленням ділових зв'язків із зарубіжними торговими палатами та Асоціаціями підприємців; організацією співробітництва із зарубіжними посольствами в Україні та посольствами України за рубежем; встановленням прямих ділових зв'язків між українськими та зарубіжними підприємствами та фірмами; пошуком ділових партнерів, а також реалізацією спільних міжнародних проектів.
Відділ декларування — надає митно-брокерські послуги: акредитація на митниці, декларування і оформлення товарів, представництво інтересів клієнтів, митне декларування, здійснює оформлення митних декларацій, попередніх декларацій, електронне декларування, оформлення товарів на митниці; займається оформленням вантажів в будь-які митні режими; оформленням транспортних документів для міжнародних перевезень вантажів автотранспортом; надає консультації з питань зовнішньоекономічної діяльності.
Відділ перекладів — здійснює термінові переклади, письмові переклади з/на більшість мов світу, усні послідовні/синхронні переклади, переклад та оформлення документів для подання в посольства, завірення перекладів печаткою Київської ТПП, здійснює експертизи та завірення перекладів, супроводжування бізнесменів та туристів.

## Третейський суд
Постійно діючий третейський суд при Київській торгово-промисловій палаті створено 1996 року. У жовтні 2004 року у зв'язку з прийняттям Закону України «Про третейські суди» його було перереєстровано.
Постійно діючий третейський суд при Київській ТПП є недержавним, незалежним органом, некомерційною організацією, яка не переслідує мети отримання прибутку зі своєї діяльності та не має статусу юридичної особи.
Головою Постійно діючого третейського суду при Київській ТПП є Президент Київської ТПП — Засульський Микола Васильович.